# Вишневський Степан Іванович
Степа́н Іва́нович Вишне́вський (3 червня 1979 — 14 червня 2015) — солдат Збройних сил України.

## Короткий життєпис
Мобілізований в березні 2015-го, після навчань на полігоні з квітня 2015-го на лінії фронту. Зенітник, 24-та окрема механізована бригада.
13 червня 2015-го під час мінометного обстрілу села Кримське (Новоайдарський район) поранений — важкі осколкові поранення у живіт та ноги. Пораненого Степана відправили в госпіталь Сєвєродонецька, після кількагодинної операції увечері 14 червня помер.
Похований в селі Черневе 18 червня 2015-го.

### Нагороди та вшанування
За особисту мужність і героїзм, виявлені у захисті державного суверенітету та територіальної цілісності України, вірність військовій присязі під час російсько-української війни, відзначений — нагороджений
- 13 серпня 2015 року — орденом «За мужність» III ступеня.
- в жовтні 2015-го у Черневій відкрито пам'ятну дошку його честі.